# Sultanatet Angoche
Sultanatet Angoche var en historisk monarki som låg på en ögrupp längs Swahilikusten utanför Mozambique mellan 1485 och 1910. Dess centrum låg vid Angoche och Moma, med ett antal vasallstater runtomkring. Det grundades av flyktingar från Sultanatet Kilwa, och inkorporerades 1910 i Portugisiska Östafrika.